# Fort Lee (New Jersey)
Fort Lee ist eine Stadt im Bergen County, New Jersey, USA. Das U.S. Census Bureau hat bei der Volkszählung 2020 eine Einwohnerzahl von 40.191 ermittelt.

## Geographie
Fort Lee liegt am Hudson River gegenüber von Manhattan und ist mit diesem Stadtbezirk von New York City durch die George Washington Bridge verbunden, über welche die Interstate 95 führt, die hier mit dem U.S. Highway 1 und dem U.S. Highway 9 zusammenfällt.
Die geographischen Koordinaten der Stadt sind 40°50'60" nördliche Breite und 73°58'30" westliche Länge.
Nach dem amerikanischen Vermessungsbüro hat die Stadt eine Gesamtfläche von 7,5 km², wovon 6,6 km² Land und 0,9 km² (12,15 %) Wasser ist.

## Geschichte

Die britischen Fregatten Phoenix und Roebuck werden von Fort Lee (links) und Fort Washington aus beschossen.

Fort Lee war Anfang des Amerikanischen Unabhängigkeitskrieges eine Verteidigungsanlage der Kontinentalarmee. Zusammen mit dem gegenüber auf der Insel Manhattan liegenden Fort Washington sicherte die amerikanische Armee auf diese Weise den Hudson River und Manhattan gegen britische Angriffe. Fort Lee wurde nach dem amerikanischen General Charles Lee benannt, einem Gegenspieler George Washingtons in den eigenen Reihen. Das Fort wurde kurz nach der Schlacht von Fort Washington von den Amerikanern aufgegeben und von der britischen Armee übernommen.
Zu Beginn der Filmgeschichte, um 1900, als die Filmindustrie noch in ihren Anfängen steckte und Hollywood erst im Entstehen begriffen war, entwickelte sich in Fort Lee aufgrund der Nähe zu New York City eine blühende Filmwirtschaft. Bis es zur Mitte der Stummfilmzeit, um 1920, von Hollywood fast vollständig abgelöst wurde, war Fort Lee die „Filmhauptstadt“ der Vereinigten Staaten,  rückblickend gesehen das „Hollywood der Ostküste“. Alle großen Filmgesellschaften der damaligen Zeit sowie viele andere betrieben damals Studios in Fort Lee, darunter: Independent Motion Picture Co., Peerless Studios, The Solax Company, Éclair Studios, Goldwyn Picture Corporation, American Méliès (Star Films), World Pictures, Biograph Studios, Fox Film Corporation, Pathé Frères, Metro Pictures Corporation, Victor Film Company, Selznick Pictures Corporation. Grund dafür, dass die Filmgesellschaften nach Hollywood abzogen, war das dortige bessere Klima. Filmproduktionen benötigten damals noch viel Licht, was in Hallen nur unter hohen Kosten imitiert werden konnte.

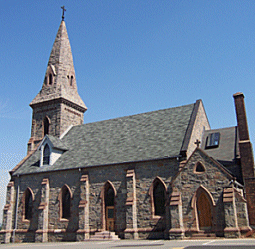
Church of the Madonna

Zwei Bauwerke in Fort Lee sind im National Register of Historic Places (NRHP) eingetragen (Stand 28. November 2018), die Church of the Madonna und der Palisades Interstate Parkway.

## Demographie
Nach der Volkszählung von 2000 gibt es 35.461 Menschen, 16.544 Haushalte und 9.396 Familien in der Stadt. Die Bevölkerungsdichte beträgt 5.411,7 Einwohner pro km². 62,75 % der Bevölkerung sind Weiße, 1,73 % Afroamerikaner, 0,07 % amerikanische Ureinwohner, 31,43 % Asiaten, 0,06 % pazifische Insulaner, 1,69 % anderer Herkunft und 2,26 % Mischlinge. 7,87 % sind Latinos unterschiedlicher Abstammung.
Von den 16.544 Haushalten haben 22,6 % Kinder unter 18 Jahre. 46,7 % davon sind verheiratete, zusammenlebende Paare, 7,4 % sind alleinerziehende Mütter, 43,2 % sind keine Familien, 39,0 % bestehen aus Singlehaushalten und in 15,2 % Menschen sind älter als 65. Die Durchschnittshaushaltsgröße beträgt 2,14, die Durchschnittsfamiliengröße 2,88.
17,5 % der Bevölkerung sind unter 18 Jahre alt, 5,1 % zwischen 18 und 24, 32,6 % zwischen 25 und 44, 24,7 % zwischen 45 und 64, 20,2 % älter als 65. Das Durchschnittsalter beträgt 42 Jahre. Das Verhältnis Frauen zu Männer beträgt 100:87,7, für Menschen älter als 18 Jahre beträgt das Verhältnis 100:85,1.
Das jährliche Durchschnittseinkommen der Haushalte beträgt 58.161 USD, das Durchschnittseinkommen der Familien 72.140 USD. Männer haben ein Durchschnittseinkommen von 54.730 USD, Frauen 41.783 USD. Der Prokopfeinkommen der Stadt beträgt 37.899 USD. 7,9 % der Bevölkerung und 5,7 % der Familien leben unterhalb der Armutsgrenze, davon sind 10,9 % Kinder oder Jugendliche jünger als 18 Jahre und 7,9 % der Menschen sind älter als 65.

## In Fort Lee geboren
- Eddie Mannix (1891–1963), Filmproduzent und Filmstudio-Manager
- Harold H. Carstens (1925–2009), Zeitschriftenverleger und Buchautor
- Kerri Green (* 1967), Filmschauspielerin